# The Exploding Boy

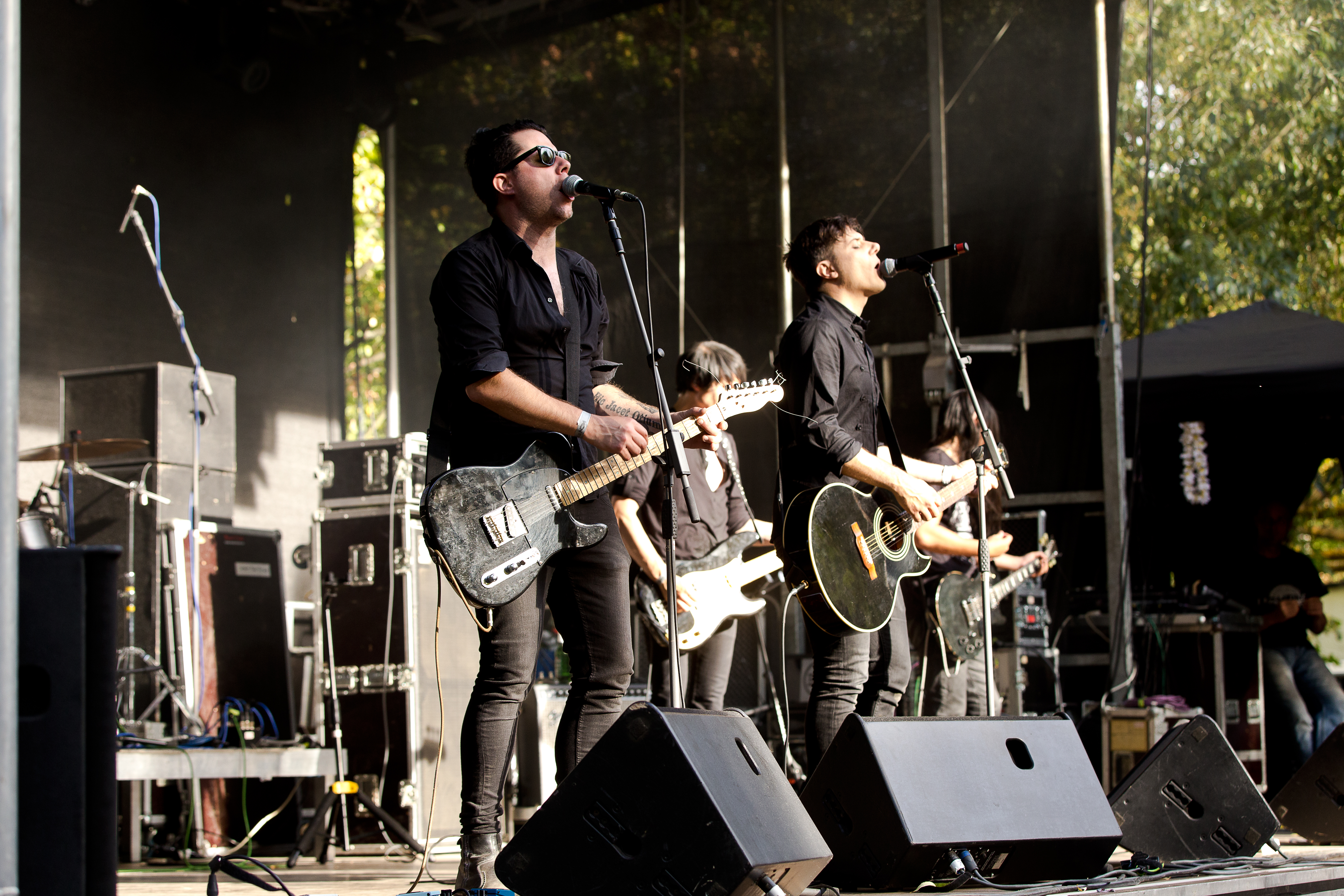
The Exploding Boy beim Nocturnal Culture Night Festival 2016

The Exploding Boy ist eine schwedische Band aus Stockholm, die Post-Punk und New Wave spielt, und sich dabei am Stil der 1980er-Jahre orientiert, jedoch auch Indie-Rock-Einflüsse aufweist.

## Geschichte
Die Band wurde 2006 von Lars Andersson und Johan Sjöblom gegründet, die zuvor in unterschiedlichen Bands gespielt hatten. Sjöblom war unter anderem als Bassist der Band Fake Moss in Erscheinung getreten. Beide hatten einen ähnlichen Musikgeschmack und begannen, zusammen Musik zu machen. Mit drei Freunden gründeten sie die Band The Exploding Boy, die sich nach einem Lied von The Cure benannte. Ihren ersten Auftritt hatten sie im Mai 2006 in Stockholm. 2007 erschien das selbstbetitelte Debütalbum.
Schnell fand die Band auch international Beachtung. Als die Band im Herbst 2009 erstmals durch Deutschland tourte war sie bereits auf dem Wave-Gotik-Treffen aufgetreten und mehrfach in der Zeitschrift Gothic vorgestellt worden. Im selben Jahr erschien auch das zweite Album Afterglow. Der Sonic Seducer nannte die Platte „insgesamt ein angenehmes Album, das gerne länger im Abspielgerät rotieren darf“.
Das dritte Album, The Black Album, wurde über das Label Vendetta Music auch in den Vereinigten Staaten veröffentlicht. Es wurde international beachtet und erhielt erneut positive Kritiken. So schrieb der Sonic Seducer, die Band beweise, dass sie ein ausgeprägtes „Gefühl für schöne Lieder mit wohligem Schuss Melancholie“ habe.
Am 18. Oktober 2013 erschien das vierte Album der Band, Four, bei dem Label Drakkar Entertainment. Ecki Stieg schrieb in der Zeitschrift Orkus über das Album, die Band sei damit „in einer durchaus ernst zu nehmenden Liga angekommen“, das Album sei allerdings teilweise „zu glatt und reibungslos“.
Das fünfte Album Alarms! wurde am 18. Mai 2018 veröffentlicht.

## Nebenprojekte
Seit 2016 betreibt Johan Sjöblom ein Soloprojekt unter seinem Nachnamen. Im Oktober dieses Jahres legte er mit Sjöblom das Debütalbum 6 vor. Im September 2019 erschien die EP A Victory Of Love, dessen Titeltrack eine Coverversion des Songs von Alphaville aus dem Jahre 1984 ist. Im Herbst 2021 veröffentlichte er das zweite Album Demons.

## Diskografie

### Alben
- The Exploding Boy (2007)
- Afterglow (2009)
- The Black Album (2011)
- Four (2013)
- Alarms! (2018)